# Zotik Wołochow
Zotik Andriejewicz Wołochow (ros. Зотик Андреевич Волохов, ur. 1896 w Aulije Ata, zm. 1939) – funkcjonariusz radzieckich służb specjalnych, kapitan bezpieczeństwa państwowego.

## Życiorys
Do 1915 skończył 4 klasy szkoły w mieście Skobielew, później pracował jako rejestrator-statystyk w zarządzie rolniczym w Skobielewie, od października 1916 do marca 1917 uczył się w szkole w Piotrogrodzie, po czym został nauczycielem w guberni czelabińskiej i później rejestratorem i instruktorem w zarządzie rolniczym w Skobielewie i Andiżanie. W listopadzie 1917 wstąpił do SDPRR(b), a w marcu 1918 do Czerwonej Gwardii, został szefem zwiadu jednego z oddziałów Gwardii Czerwonej w Aktiubińsku. Od maja 1918 pracował w Czelabińsku, później został nauczycielem we wsi Zawaruchino w powiecie czelabińskim, od lipca 1920 służył w organach Czeki w Andiżanie. W sierpniu 1921 został śledczym i następnie sekretarzem Wydziału Specjalnego 2 Dywizji Kawalerii i potem 3 Dywizji Piechoty w Kokandzie, a w listopadzie 1921 inspektorem Wydziału Specjalnego Kokandzkiej Armijnej Grupy Wojsk. Od stycznia do czerwca 1922 był szefem specjalnego punktu pogranicznego w Osz, później funkcjonariuszem obwodowego oddziału GPU w Ferganie, od marca 1923 do lipca 1924 był pełnomocnikiem GPU na powiat andiżański, a od sierpnia 1924 do marca 1927 szefem dżetusyjskiego obwodowego oddziału GPU. W marcu 1927 został szefem jednego z wydziałów i później inspektorem, starszym pełnomocnikiem i pomocnikiem Wydziału Specjalnego Pełnomocnego Przedstawicielstwa (PP) OGPU Kazachskiej ASRR, od września 1933 do 10 lipca 1934 był pomocnikiem szefa wschodniokazachstańskiego obwodowego oddziału GPU. Od 31 lipca do 17 listopada 1934 był zastępcą szefa Zarządu NKWD obwodu wschodniokazachstańskiego, od 5 lutego 1935 do 26 września 1936 zastępcą szefa Zarządu NKWD Dagestańskiej ASRR, od 16 lutego do 25 maja 1937 zastępcą szefa, a od 25 maja do 15 czerwca 1937 p.o. szefa Wydziału 5 Zarządu Bezpieczeństwa Państwowego (UGB) Zarządu NKWD Kraju Północnokaukaskiego/Kraju Ordżonikidzewskiego. Od 15 czerwca do 11 grudnia 1937 był szefem Zarządu NKWD Karaczajskiego Obwodu Autonomicznego, od 11 grudnia 1937 do 22 maja 1938 zastępcą szefa, a od 22 maja 1938 do 25 stycznia 1939 szefem Zarządu NKWD obwodu omskiego (faktycznie szefem Zarządu NKWD został już na początku maja 1938, po aresztowaniu dotychczasowego szefa, Konstantina Wałuchina). 31 stycznia 1936 otrzymał stopień starszego porucznika, a 24 stycznia 1938 kapitana bezpieczeństwa państwowego.
25 stycznia 1939 został aresztowany, później zmarł podczas śledztwa. Postanowieniem Sądu Najwyższego ZSRR z 29 grudnia 1939 jego sprawę umorzono w związku ze śmiercią oskarżonego.

## Odznaczenia
- Order „Znak Honoru” (19 grudnia 1937)
- Medal jubileuszowy „XX lat Robotniczo-Chłopskiej Armii Czerwonej” (22 lutego 1938)
- Odznaka Honorowego Funkcjonariusza Czeki/GPU (XV) (20 grudnia 1932)